# Thomas J. Fitzpatrick
Thomas J. Fitzpatrick (ur. 14 lutego 1918 w Scotshouse, zm. 2 października 2006 w Cavan) – irlandzki polityk i prawnik. Ceann Comhairle w latach 1982–1987, parlamentarzysta i minister w różnych resortach.

## Życiorys
Kształcił się w St Macartan’s College w Monaghan, następnie studiował prawo na University College Dublin i w Incorporated Law Society of Ireland. Praktykował jako solicitor, m.in. prowadził własną firmę prawniczą w Cavan. W larach 1972–1973 był wiceprzewodniczącym organizacji prawniczej Incorporated Law Society of Ireland.
Zaangażował się w działalność polityczną w ramach Fine Gael. Działał w samorządzie lokalnym, przez wiele lat pełnił funkcję radnego. W latach 1961–1965 był członkiem Seanad Éireann (wybranym z ramienia panelu administracyjnego). W 1965 po raz pierwszy uzyskał mandat posła do Dáil Éireann. W niższej izbie irlandzkiego parlamentu zasiadał nieprzerwanie przez osiem kadencji do 1989. Wchodził w skład rządów, którymi kierowali Liam Cosgrave i Garret FitzGerald. Pełnił w nich funkcje ministra do spraw ziemi (od marca 1973 do grudnia 1976), ministra transportu i energetyki (od grudnia 1976 do maja 1977) oraz ministra rybołówstwa i leśnictwa (od czerwca 1981 do marca 1982). Od grudnia 1982 do marca 1987 sprawował urząd przewodniczącego Dáil Éireann.